# S Doradus
S Doradus (S Dor / HD 35343 / CD-69 295) es una estrella variable en la constelación austral de Dorado, prototipo de una clase de variables que llevan su nombre, variables S Doradus o variables azules luminosas. No pertenece a nuestra galaxia, la Vía Láctea, sino al cúmulo abierto NGC 1910 en la Gran Nube de Magallanes y se encuentra a unos 180.000 años luz de distancia del sistema solar.
Con una magnitud absoluta que puede llegar a -10 y una luminosidad de más de 1 millón de soles, S Doradus es una estrella hipergigante y una de las más luminosas que se conocen. Sin embargo, la gran distancia que nos separa de ella hace que sea invisible a simple vista. Su magnitud aparente varía entre +8,6 y +11,7, con variaciones de brillo lentas y de larga duración, salpicadas por estallidos ocasionales. Su temperatura superficial es menor que la de otras variables azules luminosas, pero su diámetro es mayor. 
Su espectro es similar al de la estrella P Cygni, variable del mismo tipo. Estas estrellas son muy masivas, al menos 60 veces más que el Sol, y su vida no puede exceder unos pocos millones de años. Estudios del año 1999 muestran que ahora el espectro de S Doradus es similar al de una estrella supergigante de tipo espectral F, algo que no se había observado en los 50 años anteriores, aunque en numerosas ocasiones la estrella tuvo el mismo brillo. Se desconoce la causa de este cambio.